# مورای هیل، جزیره کریسمس
مورای هیل یا تپه مواری (انگلیسی: Murray Hill, Christmas Island) بلندترین نقطه جزیره کریسمس است که ۳۵۷ متر (۱۱۷۱ فوت) بالاتر از سطح دریا قرار دارد. ارتفاع آن برای اولین بار در سال ۱۸۵۷اندازه‌گیری شد، هرچند موقعیت جزیره در سال ۱۶۱۵ تعیین شده بود.
فلات اطراف قله متراکم و همیشه سبز است، اگرچه تنوع زیستی درختان در مقایسه با مناطق مشابه جنگل‌های بارانی قاره‌ای محدود است. مورای هیل بخشی از پارک ملی جزیره کریسمس است که با مساحت ۸۵ کیلومتر مربع (۳۳ مایل مربع) گوشه جنوب‌غربی جزیره را پوشانده‌است. مساحت کل جزیره تقریباً ۱۳۵ کیلومتر مربع (۵۲ مایل مربع) است.